# Megathyrsus maximus
Herbe de Guinée
Espèce
Megathyrsus maximus (synonyme : Panicum maximum), l'Herbe de Guinée, est une espèce de plantes monocotylédones de la famille des Poaceae (Graminées), sous-famille des Panicoideae, originaire de l'Afrique subsaharienne et de la péninsule arabique.
C'est un fourrage très répandu en zone tropicale. Il est communément appelé « guinée » et est apprécié pour ses rendements élevés, sa facilité de récolte et sa valeur nutritionnelle.

## Description

### Appareil végétatif

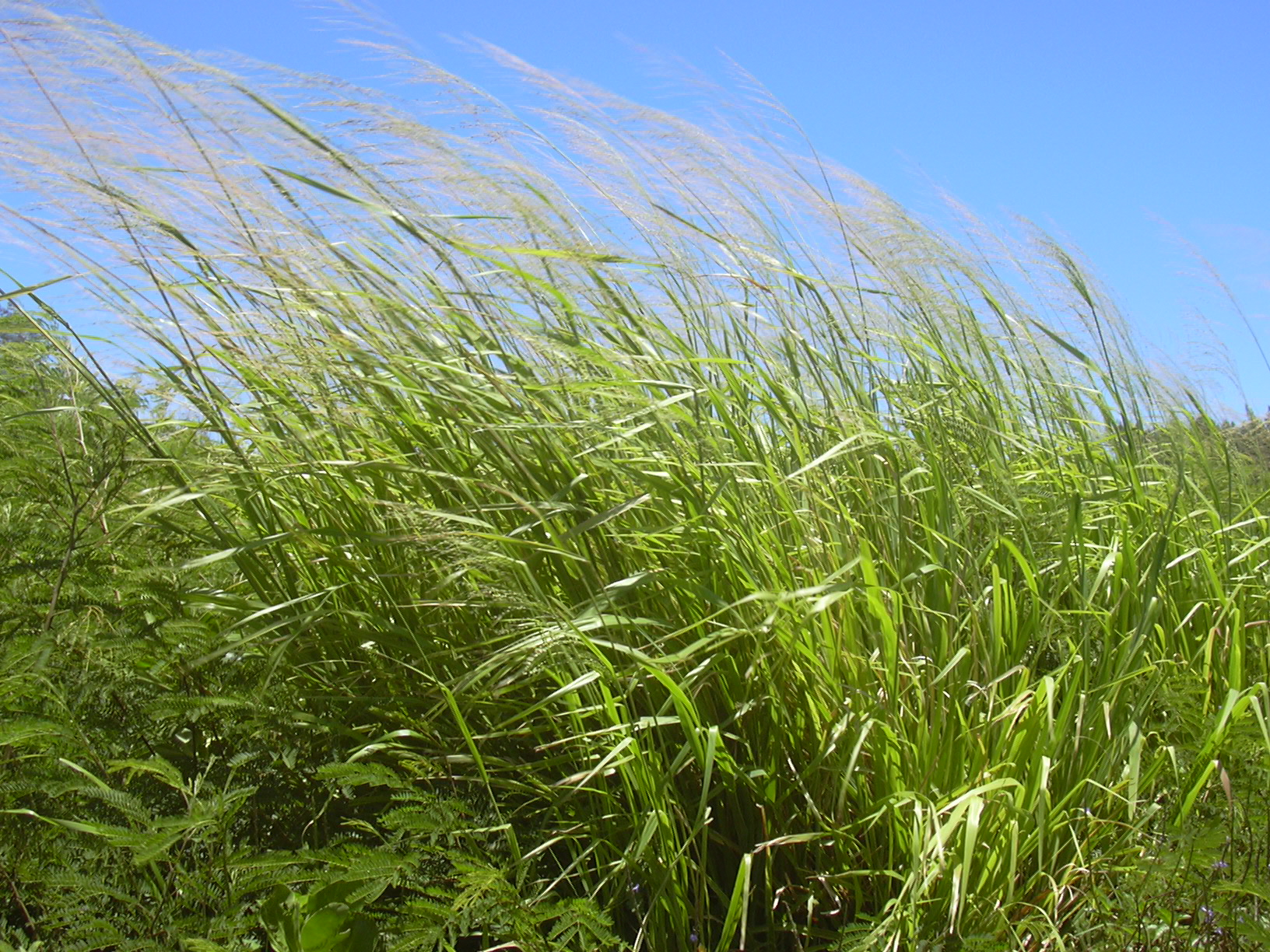
Herbe de Guinée en floraison.

Megathyrsus maximus  est une plante herbacée vivace de grande taille, pouvant atteindre 0,5 à 3,5 m de haut. C'est une plante à croissance rapide, poussant en touffes lâches à denses, qui présente une très grande variabilité morphologique et agronomique, avec des tiges (ou chaumes) dressées ou ascendantes géniculées, s'enracinant aux nœuds inférieurs, de 5 à 10 mm de diamètre, velues au niveau des nœuds,. 
On distingue au sein de cette espèce deux types principaux : un type à touffes grandes ou moyennes (type GM), dépassant généralement 1,5 m de haut à la floraison, et un type à touffes courtes (type C), atteignant généralement moins de 1,5 m de haut à la floraison. Le système racinaire comprend un court rhizome rampant,. 

Les feuilles, au limbe linéaire ou étroitement lancéolé, allongé et rubanné, pouvant atteindre 35 mm de large, sont glabres à pubescentes. Leur largeur peut atteindre 3,5 cm,.
Les plantes de type GM sont vivaces (parfois annuelles ou vivaces éphémères), robustes, de 1,5 à 3,5 m de haut, avec des tiges d'environ 10 mm de diamètre. Les feuilles glabres à poilues, de 40 à 100 cm de long, 1 à 3,5 (rarement 5) cm de large, s'amenuisant en pointe fine.
Les plantes de type C sont vivaces à croissance plus basse, d'apparence moins robuste que les types GM, atteignant généralement de 0,5 à 1,5 (parfois 1,8) m de haut, avec des tiges d'environ 5 mm de diamètre. Les feuilles, glabres à poilues, ont jusqu'à 1,4 cm de large.

### Appareil reproducteur

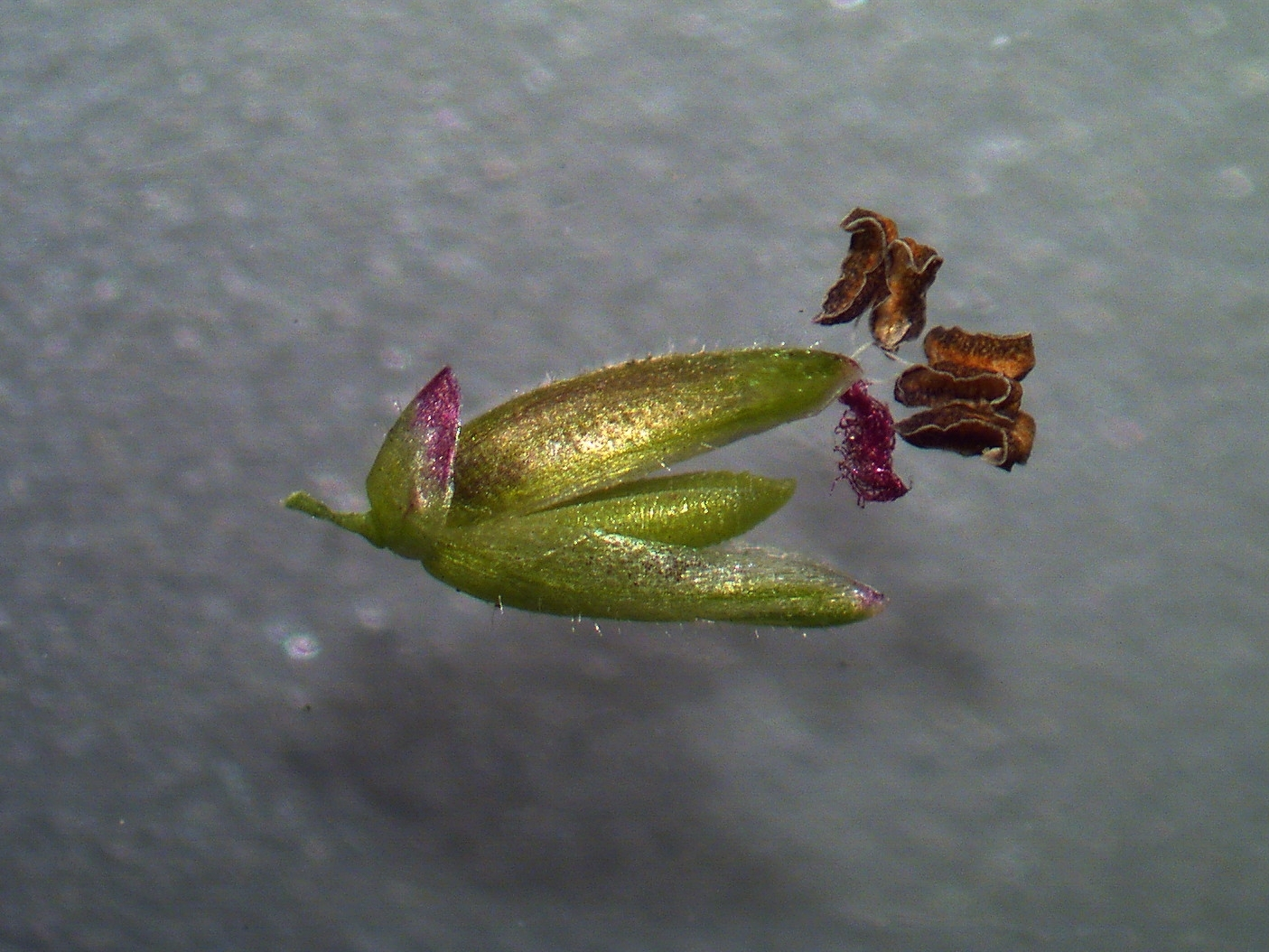
Épillet.

L'inflorescence est une grande panicule ouverte, oblongue ou pyramidale, de 12 à 50 cm de long, à ramifications secondaires bien développées et flexueuses et verticillées.
Elle est composée d'épillets oblongs, obtus ou aigus, arrondis sur le dos, de couleur verte à violette, mesurant 2,5 à 4 mm de long.
Les fruits sont des caryopses ridés transversalement, mesurant 2 mm de long. Ils sont abondants mais ont un faible pouvoir germinatif.
Chez les plantes de type GM, les panicules mesurent de 12 à 45 (voire 60) cm de long et 12 à 25 (voire 30) cm de large, et les épillets ont de 2,5 à 3 mm de long. On compte de 0,7 à 2 millions de graines par kg.
Chez celles de type C, les panicules mesurent de 18 à 20 cm de long et 15 à 18 cm de large, avec des épillets de 2,5 à 3,5 mm de long. On compte 1,5 million de graines par kg.

### Cytologie
Megathyrsus maximus est une plante diploïde ou polyploïde qui présente une grande diversité génétique. Le nombre chromosomique de base x prend selon les individus  les valeurs x = 8 ou  9.  La majorité des plantes sont des tétraploïdes, normalement des allotétraploïdes, avec 2n = 4x = 32, bien que les hexaploïdes (2n = 6x =48) soient assez fréquents. D'autres niveaux de ploïdie ont également été signalés, c'est-à-dire des triploïdes (2n = 24), des pentaploïdes (2n = 40), des octoploïdes (2n = 64), des nonaploïdes (2n = 72) . D'autres nombres de chromosomes parfois irréguliers ont été rapportés, 2n = 16, 18, 28, 31, 34, 36, 37, 38, 40, 42,. Il existe également des formes diploïdes (2n = 16) qui se distinguent des types de ploïdie supérieure par leur reproduction purement sexuée. De telles populations ont été signalées notamment à Korogwe, en Tanzanie, et dans un autre centre diploïde moins clairement défini à Dar es Salam.

## Biologie
Megathyrsus maximus est une plante en C4, adaptée aux climats tropicaux et subtropicaux chauds et arides, avec le sous-type biochimique PEPCK, dont la principale enzyme de décarboxylation est la phosphoénolpyruvate carboxykinase.
Megathyrsus maximus est une espèce essentiellement polyploïde, apomictique facultative (avec reproduction asexuée sans fécondation), chez laquelle on rencontre fréquemment à la fois l'aposporie et la pseudogamie (en).
Le taux de reproduction sexuée varie généralement de 1 à 5 % selon la variété, cependant on a identifié des lignées à reproduction sexuée.
L'apomixie et la reproduction sexuée peuvent coexister dans la même inflorescence, la seconde étant très minoritaire. L'apomixie prédominante facilite le maintien de nombreuses lignées (clones).

## Distribution et habitat
L'aire de répartition originelle de 'Megathyrsus maximus comprend toute l'Afrique subsaharienne, y compris Madagascar, et la péninsule arabique.  L'espèce a cependant été largement introduite dans la plupart des régions tropicale  comme culture fourragère de pâturage et a désormais une distribution pantropicale. Elle est cultivée comme graminée fourragère aux États-Unis autour du golfe du Mexique, du Texas à la Floride ainsi qu'en Californie et à Hawaï, et dans toute l'Amérique du Sud tropicale où elle se rencontre aussi comme espèce échappée dans les champs et les friches.  Dans  les régions tropicales de l'Ancien Monde, l'espèce est présente notamment, outre l'Afrique, en Israël,  en Indonésie, en Inde, en Malaisie, aux Philippines, en Thaïlande, au Viêt Nam, en Chine (Guangdong) et à Taïwan. Elle se rencontre aussi dans toutes les îles du Pacifique et dans les Petites Antilles,.
Megathyrsus maximus pousse naturellement dans les prairies ouvertes, et dans les terres cultivées abandonnées, les champs et les friches.
L'espèce pousse bien sur des sols très variés pourvu qu'ils soient bien drainés, mais préfère les sols à texture légère, de préférence les loams sableux, et ne tolère pas les argiles lourdes, ni les sols sujets à l'engorgement prolongé ou aux inondations, ni sur les sols salins

### Caractère envahissant
L'espèce est envahissante en Nouvelle-Calédonie où elle a été introduite en 1874 comme plante fourragère. Elle forme des peuplements denses dans les pâturages ouverts et les zones perturbées. Résistante, elle peut survivre à des incendies rapides qui ne nuisent pas aux racines souterraines.

### Mauvaise herbe
L'herbe de Guinée est une plante adventice qui a un impact important notamment sur les cultures de céréales en Afrique, en Amérique et en Asie. C'est l'une des principales mauvaises herbes dans les champs de canne à sucre du fait qu'elle pousse bien dans des conditions ombragées.

## Taxinomie
L'espèce a été décrite pour la première fois sous le nom de Panicum maximum par Nikolaus Joseph von Jacquin et publiée en 1781 dans Icones Plantarum Rariorum. Editae a Nicolao Josepho Jacquin. Par la suite elle a été classée comme espèce-type dans le sous-genre Panicum subgen. Megathyrsus Pilg. créé en 1931 par Robert Knud Friedrich Pilger et publié dans Notizblatt des Botanischen Gartens und Museums zu Berlin-Dahlem, puis en 2003, ce sous-genre a été élevé au rang générique et de ce fait l'espèce a été renommée Megathyrsus maximus (Jacq.) B. K. Simon & S. W. L. Jacobs (Simon et al., 2003). Entre-temps, en 1987, l'espèce avait été reclassée par le botaniste australien Robert D. Webster dans le genre Urochloa sous le nom de Urochloa maxima (Jacq.) R.D.Webster.
Cependant, le nom ancien, Panicum maximum, est encore souvent usité dans la littérature postérieure à 2003.

### Noms vernaculaires
- Herbe de Guinée, guinée[15], panic maximal, panic élevé[3], herbe fataque ou fataque, urochloé maximal[16].

### Synonymes
Selon The Plant List (4 juin 2022) :
- Megathyrsus maximus (Jacq.) B.K.Simon & Jacobs
- Milium arundinaceum J.Koenig ex Steud.
- Panicum airoides Flüggé ex Nees
- Panicum bivonianum Brullo, Miniss., Scelsi & Spamp.
- Panicum compressum Biv.
- Panicum eburneum Trin.
- Panicum giganteum Mez
- Panicum heynii Roth
- Panicum jumentorum Pers.
- Panicum laeve Lam.
- Panicum maximum var. altissimum Kuntze
- Panicum maximum Jacq.[18] (basionyme)
- Panicum pamplemoussense Steud.
- Panicum scaberrimum Lag.
- Panicum teff Desv.
- Urochloa maxima (Jacq.) R.D.Webster

### Variétés
Selon BioLib (4 juin 2022) :
- Megathyrsus maximus var. coloratus (C.T. White) B.K. Simon & S.W.L. Jacobs
- Megathyrsus maximus var. maximus
- Megathyrsus maximus var. pubiglumis (K. Schum.) B.K. Simon & S.W.L. Jacobs

## Utilisation

### Plante fourragère
L'herbe de Guinée est largement utilisée comme plante fourragère. Elle permet d'obtenir un pâturage à long terme si la fertilité est maintenue. Elle fournit un fourrage idéal pour la coupe, raisonnablement appétent à maturité, mais son appétence et sa valeur nutritive diminuent rapidement avec l'âge. Elle est utilisable en conjonction avec de l'urée, et a été utilisé avec succès pour faire de l'ensilage et du foin.
Très productive, cette herbe revêt une importance économique primordiale dans de nombreuses zones tropicales, notamment l’Afrique de l'Est, Hawaï, les Îles Vierges, Porto Rico, l’Asie du Sud-Est et l’Amérique du Sud.
C'est une plante adaptée à l'agroforesterie en raison de sa tolérance à l'ombre (en).

### Risques de toxicité
L'herbe de Guinée peut contenir des traces d'acide cyanhydrique (HCN) et d'acide oxalique (0,28 %). L'alimentation continue contenant des oxalates a été impliquée dans l'hyperparathyroïdie chez les chevaux, et occasionnellement dans la néphrose (en) ou l'hypocalcémie chez les ruminants.
En Afrique du Sud, on soupçonne cette plante d'être la cause d'une photodermatite chez les jeunes moutons, peut-être en conjonction avec une espèce de champignons du charbon (genre Ustilago). Cette maladie connue sous le nom de « dikoor », littéralement « oreille épaisse », serait causée par une substance chimique, la paraphénylènediamine. L'herbe de Guinée pourrait aussi provoquer des coliques mortelles en cas de consommation excessive, en particulier chez les équidés,.
Au Brésil, les modifications introduites par sélection génétique chez Megathyrsus maximus pour la création de nouveaux cultivars sont soupçonnées d'entraîner des pertes importantes pour les éleveurs. En effet la consommation d'herbe de Guinée provoque des coliques fermentaires chez les chevaux et les bovins.
En outre, deux autres maladies ont également été associées à la consommation de Megathyrsus maximus par les chevaux : d'une part l'ostéodystrophie fibreuse, maladie du métabolisme osseux qui conduit à une augmentation bilatérale et symétrique des os de la face en raison de la consommation prolongée de fourrages à forte teneur en oxalates, et d'autre part la chéilite angulaire, qui est causée par les feuilles mûres, fibreuses et lignifiées de l'herbe de Guinée qui causent des blessures à la commissure labiale des chevaux.

### Agronomie
L'herbe de Guinée est une plante qui, à l'instar du vétiver ou des crotalaires, a des propriétés nématicides. Son usage est conseillé en République démocratique du Congo pour lutter contre les nématodes (Radopholus similis) du bananier.

### Médecine traditionnelle
L'herbe de Guinée est censée être diurétique, laxative et préventive. On l'utilise en médecine traditionnelle dans le traitement des brûlures d'estomac et de la tympanite.
En élevage, l'herbe de Guinée est un remède traditionnel contre la météorisation.

### Artisanat
Les tiges peuvent être utilisées comme matériau de couverture (toit de chaume), pour la fabrication de balais ainsi que pour la fabrication d'objets de vannerie.